# Li Jie (Architekt)
Li Jie (chinesisch 李诫, Pinyin Lǐ Jiè, W.-G. Li Chieh) (* 1065; † 1110) war ein chinesischer kaiserlicher Architekt und Beamter aus der Zeit der Song-Dynastie. Er wurde 1092 zum Aufseher über alle staatlichen Bauprojekt ernannt. In dieser Funktion wurde er um 1100 vom Kaiser beauftragt, die staatlichen Aufzeichnungen zu Konstruktionsverfahren und Baustandards (Yingzao fashi) zu überarbeiten und neu herauszugeben. Das Ergebnis war das 1103 publizierte (neue) Yingzao fashi (Wade-Giles: Ying-tsao fa-shih), welches das älteste erhalten gebliebene Buch zur chinesischen Architektur ist. 
Sein Grab in der Großgemeinde Longhu 龙湖镇 von Xinzheng steht seit 2006 auf der Liste der Denkmäler der Volksrepublik China (6-267).